# Saint-Lambert-et-Mont-de-Jeux
Saint-Lambert-et-Mont-de-Jeux ist eine französische Gemeinde mit 130 Einwohnern (Stand: 1. Januar 2022) im Département Ardennes in der Region Grand Est (bis 2015 Champagne-Ardenne). Sie gehört zum Arrondissement Vouziers, zum Kanton Attigny sowie zum Gemeindeverband Crêtes Préardennaises.

## Geographie
Umgeben wird Saint-Lambert-et-Mont-de-Jeux von den Nachbargemeinden Charbogne im Westen, Suzanne im Norden, Lametz im Nordosten, Semuy im Osten, Rilly-sur-Aisne im Südosten sowie vom Kantonshauptort Attigny im Süden. An der nordwestlichen Gemeindegrenze verläuft der Fluss Saint-Lambert.

## Geschichte
Die Gemeinde entstand 1828 durch den Zusammenschluss der bis dahin eigenständigen Gemeinden Saint-Lambert und Le Mont-de-Jeux.

## Bevölkerungsentwicklung
| Jahr                      | 1962 | 1968 | 1975 | 1982 | 1990 | 1999 | 2006 | 2012 | 2016 |
| Einwohner                 | 221  | 230  | 210  | 192  | 180  | 185  | 187  | 152  | 144  |
| Quelle: Cassini und INSEE |      |      |      |      |      |      |      |      |      |

## Sehenswürdigkeiten

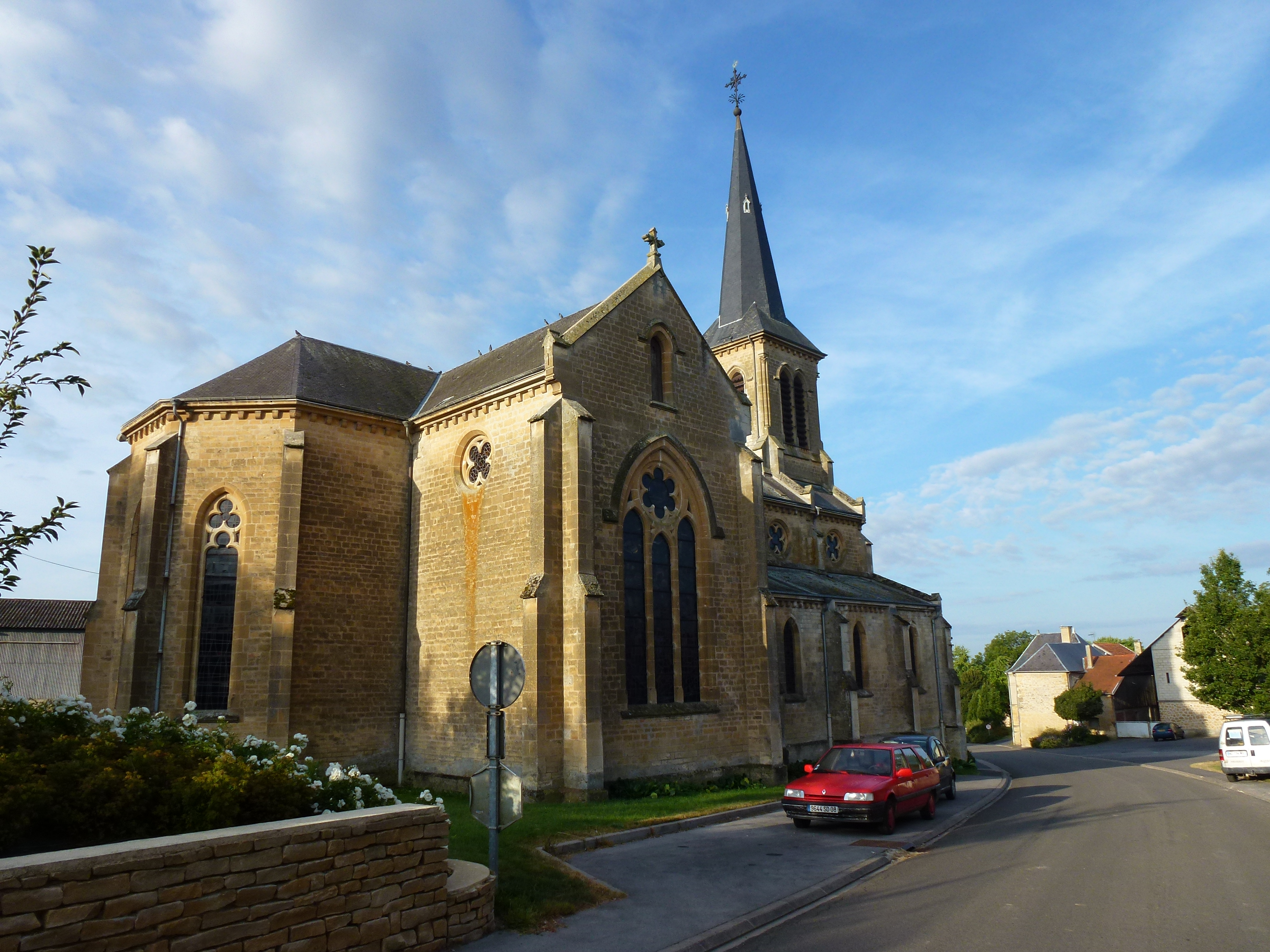
Kirche Saint-Lambert
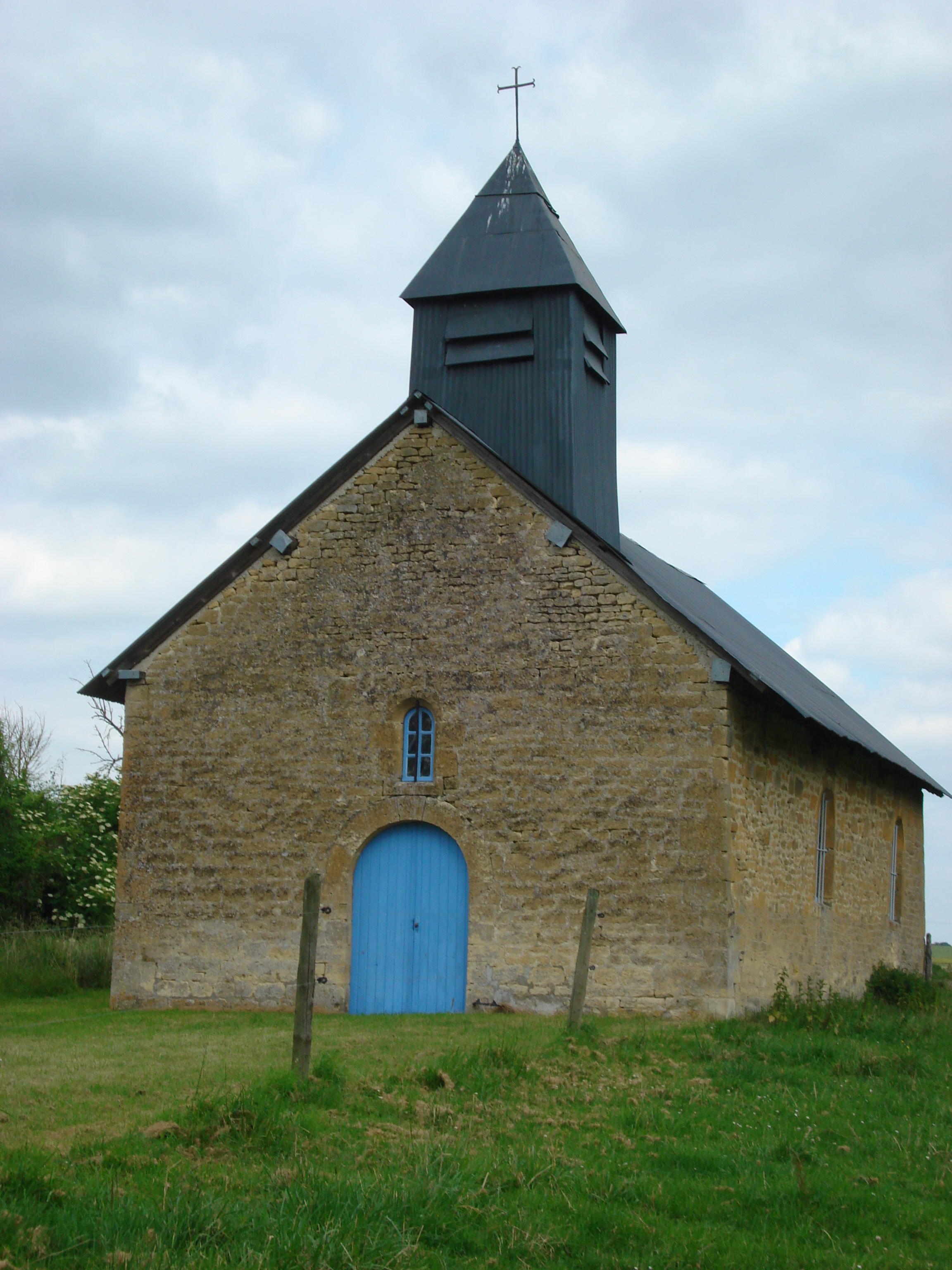
Kirche von Mont-de-Jeux

- Kirche Saint-Lambert
- Kirche von Mont-de-Jeux